# 英买力镇
英买力镇，是中华人民共和国新疆维吾尔自治区阿克苏地区沙雅县下辖的一个乡镇级行政单位。

## 行政区划
英买力镇下辖以下地区：
阔什苏盖特村、央艾日克村、博斯坦村、铁日克艾日克村、塔什墩村、墩力买村、也克先拜巴扎村、英买里村、英亚克布拉克村、英喀勒尕奇村、帕夏勒克村、阔什科瑞村、阿其墩村、央买力村、库如勒库木村、喀什艾日克村、库尔玛村、喀勒尕奇村、喀什贝西村、赛克孜沃塔克村和尕哈勒村。